# 梅內特 (加利福尼亞州)
梅納特（英語：Meinert）是位於美國加利福尼亞州康特拉科斯塔縣的一個非建制地區。該地的面積和人口皆未知。

## 地理
梅納特的座標為37°56′39″N 122°01′39″W / 37.94417°N 122.02750°W，而該地的平均海拔高度為22米（即72英尺）。